# Krater Kebira
Krater Kebira (arabsko فوهة كبيرة) je ime za krožno topografsko značilnost, ki sta jo leta 2007 identificirala Farouk El-Baz in Eman Ghoneim s pomočjo satelitskih posnetkov, Radarsat-1 in podatkov Shuttle Radar Topography Mission (SRTM) v puščavi Sahara. Ta značilnost sega na mejo med Egiptom in Libijo. Ime te značilnosti izhaja iz arabske besede za 'velik' in tudi iz njegove lokacije blizu regije Gilf Kebir ('Velika pregrada') v jugozahodnem Egiptu. Izključno na podlagi svojih interpretacij podatkov daljinskega zaznavanja trdijo, da je ta element izjemno velik zunajzemeljski udarni krater z dvojnimi obroči. Predvidevajo, da sta prvotni videz kraterja sčasoma zakrila vetrna in vodna erozija. Nazadnje so špekulirali, da bi ta značilnost lahko bila vir rumeno-zelenih drobcev kremenčevega stekla, znanih kot libijsko puščavsko steklo, ki jih je mogoče najti v delu Libijske puščave v Egiptu. Na tej funkciji niso opravili nobenega terenskega dela niti preučevali nobenih vzorcev, zbranih na njej. Krater Kebira trenutno ni naveden v zbirki podatkov o vplivih na Zemljo. Na terenskih izletih, da bi raziskali funkcijo, niso našli podpornih dokazov. Osrednja vzpetina jasno ohranja vodoravne sloje okoliškega peščenjaka, kar zagotavlja jasen dokaz proti možnemu izvoru udarca.

## Značilnosti
V skladu s svojimi interpretacijami slik Landsat Enhanced Thematic Mapper Plus (ETM + ), podatkov Radarsat-1 in podatkov SRTM sta El-Baz in Ghoneim opisala to krožno značilnost, ki ima osrednji vrh, notranji obroč in nekontinuiran zunanji rob. Hipotetični zunanji rob ima premer 31 kilometrov. Ta element je sestavljen iz dobro cementiranih, grobo- in drobnozrnatih peščenjakov formacij Gilf Kebir in Vadi Malik.
Če bi bila to udarna struktura, bi bila večja od največje potrjene udarne strukture v regiji, krater Oasis v Libiji, ki je približno polovico manjši, s premerom približno 18 kilometrov. Ocenjuje se, da bi meteorit, ki je dovolj velik, da bi ustvaril udarno strukturo velikosti Kebira, imel premer približno 1 kilometer.

## Izvor kraterja Kebira
Ker v celoti temelji na podatkih daljinskega zaznavanja in trenutnem pomanjkanju uradno objavljenih terenskih študij, ostajajo ideje o izvoru udarca kraterja Kebira nepotrjene in nepreizkušene glede na dokumente, objavljene v uradni znanstveni literaturi. V enem dokumentu so ta in nekatere druge nedavno predlagane udarne strukture opisane kot »dvomljive«. Podatkovna baza podatkov o vplivih skupine Impact Field Studies Group (prej Suspected Earth Impact Sites, SEIS) ocenjuje, da je to malo verjetno izvor udarca. Ta katalog ugotavlja, da je bilo opazovano krožno območje v Google Zemlji vidno z ravnim vrhom v sredini. Predlagajo, da ravni vrhovi kažejo, da so plasti v središču tega elementa ravne in nemotene. Če je to udarna struktura, plasti znotraj njenega središča ne bi ravno ležale. Namesto tega bi bile plasti v njegovem središču zapleteno in razločno nagubane, nagnjene in razpokane zaradi nezemeljskega udara.
Potem ko je bil objavljen obstoj možne udarne strukture, je v začetku marca 2006 ekspedicija potovala po mestu in neuradno objavila svoje ugotovitve: »Nadaljevala proti severu . . . proti velikemu krožnemu elementu, ki je bil pred kratkim razglašen za 'udarni krater' . 'Navzgor' pravzaprav ni nič drugega kot erodirani obrobje Gilfa, nemotena vodoravna postelja, ki je ves čas jasno vidna, se zdi, da je krožna oblika čisto naključje, celotna značilnost je rezultat drenažnih vzorcev in poznejše eolske erozije, nič ne kaže na njen udarni izvor. In »Zdaj smo bili na območju kraterja in gledali zahodni rob osrednjega dvignjenega območja 'kraterja'. Videli smo enotne vodoravne plasti sedimentnih kamnin, ki jih niso motili razen procesi naravne erozije. Zmešana, kaotična kamnina, ki bi jo pričakovali videti v osrednjem dvignjenem območju kraterja, sploh ni bila očitna«.
Študija, objavljena v Meteoritics & Planetary Science, je poročala o terenski preiskavi drugega 'kraterskega polja' vzhodno od Gilf Kebirja, o čemer so prav tako poročali na podlagi podatkov daljinskega zaznavanja. Po analizi prisotnosti/odsotnosti več geoloških značilnosti, povezanih z udarnimi kraterji, kot so ciljne kamnine, breče, psevdo-zdrobljeni stožci in krožna morfologija, so avtorji sklenili: »Ni [sic] nobenih jasnih in nedvoumnih dokazov, ki bi podpirali udarni izvor krožnih struktur v regiji Glif Kebir; dokler ni predloženih tehtnih dokazov, je treba identificirati izvor kraterjev v drugih [sic] endogenih geoloških procesih«. Predlagali so, da je najverjetnejši alternativni vir kraterja hidrotermalni vrelec, čeprav so nadaljevali: »Vendar pa tudi ta hipoteza ni popolnoma zadovoljiva: verjetno so te zapletene in nenavadne lastnosti rezultat interakcije med različnimi geološkimi procesi. Trenutno te hipoteze ni mogoče popolnoma omejiti; potrebne so nadaljnje preiskave. Kakor koli že, pomanjkanje jasnih dokazov o vplivu meteorita in geološkega okvira preiskanega območju, nas vodijo k potrditvi hidrotermalno-vulkanske hipoteze«.

## Libijski puščavski stekleni vir
Kot so ugotovili Longinelli in drugi, so se karbonska formacija Vadi Malik in erozijski ostanki spodnjekredne formacije Gilf Kebir, ki so izpostavljeni znotraj te predlagane udarne strukture, »šteli za možne izvorne materiale za LDG kljub pomanjkanju jasnih dokazov« za izvor te značilnosti kot posledice nezemeljskega udara. Zaradi njegove velikosti in domnevnega izvora sta El-Baz in Ghoneim špekulirala, da je bil krater Kebira vir libijskega puščavskega stekla, ki ga najdemo razpršenega na približno 6500 km2  v Velikem peščenem morju v zahodnem Egiptu in blizu libijske meje. Aboud je tudi predlagal, da če je krater Kebira udarna struktura, bi to lahko bila rešitev skrivnosti o izvoru libijskega puščavskega stekla. Vendar je opozoril, da je izvor te lastnosti še vedno v veliki meri domneva, ki zahteva dodatne raziskave za potrditev. Ramirez-Cardona in drugi so tudi predlagali, da bi lahko bil krater Kebira vir libijskega puščavskega stekla. Namesto da bi domnevali, da je libijsko puščavsko steklo izvrglo iz te značilnosti zaradi udarca, so domnevali, da ga je iz nje prenesel oligocensko-miocenski sistem reke Gilf, ki je v drenažnem bazenu vseboval krater Kebira. Opazili so tudi, da dokazi o tem, da je krater Kebira udarna struktura, nimajo neposrednih terenskih opazovanj. Nazadnje so Longinelli in drugi preučevali izotop kisika in kemično sestavo libijskega puščavskega stekla ter vzorcev peska in peščenjaka iz predlaganih izvornih območij. Ugotovili so, da so se povprečne vrednosti izotopov kisika v vzorcih peščenjaka iz kraterja Kebira močno razlikovale od njihovih vzorcev stekla iz libijske puščave. Zaradi tega so sklenili, da je mogoče izključiti, da je peščenjak, izpostavljen v tem elementu, vir libijskega puščavskega stekla.